# Piercarlo Ghinzani
Piercarlo Ghinzani (* 16. Januar 1952 in Riviera d’Adda) ist ein ehemaliger italienischer Autorennfahrer.

## Karriere

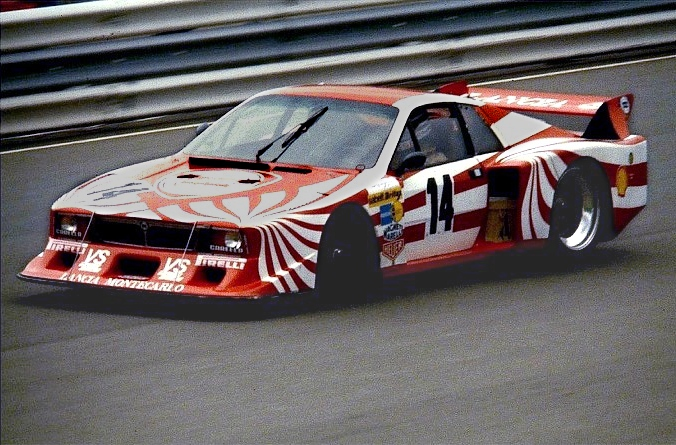
Lancia Beta Monte Carlo von Eddie Cheever und Piercarlo Ghinzani beim Training zum 1000-km-Rennen auf dem Nürburgring 1980

Piercarlo Ghinzani ist der Sohn eines Tankstellenpächters. Seine motorsportlichen Aktivitäten begannen 1971 in der Formel Ford, von der er in die Formel Italia wechselte. Einige Jahre fuhr er in der italienischen und europäischen Meisterschaft der Formel 3 für das von Gianpaolo Pavanello geleitete Team Euroracing, das in den frühen 1980er Jahren die Formel-1-Operationen von Alfa Romeo leitete und einige Jahre später unter dem Namen EuroBrun weiterarbeitete. 1977 wurde Ghinzani Formel-3-Europameister; 1976 war er Zweiter hinter Riccardo Patrese. 1980 war er kurzfristig mit dem italienischen Dywa-Projekt verbunden, das einen Wagen für die britische Aurora-Serie gebaut hatte. Das Team meldete sich nur für ein einziges Rennen dieser Serie, nämlich für die Lotteria Monza. Allerdings trat es schließlich nicht an, so dass auch Ghinzani nicht zum Einsatz kam.
Danach bestritt Ghinzani von 1981 bis 1989 insgesamt 76 Formel-1-Rennen, er stand dabei bei Osella, Toleman, Ligier und Zakspeed unter Vertrag. Bei 31 Grands Prix konnte er sich nicht für das Rennen qualifizieren. Bei vier Rennen qualifizierte er sich zwar, startete aber aus den verschiedensten Gründen nicht. Seinen größten Erfolg feierte Piercarlo Ghinzani 1984, als er beim Grand Prix der USA in Dallas auf einem Osella den fünften Platz belegte und dabei seine einzigen WM-Punkte einfuhr.
Ghinzani nahm viermal am 24-Stunden-Rennen von Le Mans teil, schied jedoch jedes Mal nach technischen Defekten aus. Insgesamt fuhr er 32 Rennen der Sportwagen-Weltmeisterschaft, von denen er neun in Wertung beendete. Seine größten Erfolge waren der Gesamtsieg zusammen mit Michele Alboreto 1982 in Mugello auf Lancia und mit Paolo Barilla 1986 in Fuji auf einem Porsche 956 von Joest Racing. Beim 1000-km-Rennen auf dem Nürburgring 1980 wurde er auf einem Lancia Beta Monte Carlo Sechster im Gesamtklassement; Partner war Eddie Cheever; 1981 lag der von Hans Heyer und Ghinzani gefahrene Lancia auf Platz vier, als das Rennen wegen des tödlichen Unfalls von Herbert Müller nach 17 Runden abgebrochen wurde.
1992 gründete Piercarlo Ghinzani seinen eigenen Rennstall Team Ghinzani, der in Bergamo ansässig ist und in seiner Geschichte in verschiedenen Motorsportklassen vertreten war. Das Team Ghinzani engagiert sich seit vielen Jahren in der italienischen Formel-3-Meisterschaft. Zwischen 2005 und 2009 nahm es zudem an der Rennserie A1GP teil und stellte dort das A1 Team Italien.
Piercarlo Ghinzani unterhält eine Sammlung historischer Rennwagen. Zu ihr gehören ein Osella FA1E, ein Osella FA1F und ein Toleman TG 185. Diese Wagen fuhr Ghinzani während seiner aktiven Karriere als Formel-1-Pilot.

## Statistik

### Le-Mans-Ergebnisse
| Jahr | Team                  | Fahrzeug               | Teamkollege | Teamkollege            | Platzierung | Ausfallgrund         |
| ---- | --------------------- | ---------------------- | ----------- | ---------------------- | ----------- | -------------------- |
| 1980 | Scuderia Lancia Corse | Lancia Beta Montecarlo | Markku Alén | Gianfranco Brancatelli | Ausfall     | Ölpumpe              |
| 1981 | Martini Racing        | Lancia Beta Montecarlo | Hans Heyer  | Riccardo Patrese       | Ausfall     | Zylinderkopfdichtung |
| 1982 | Martini Racing        | Lancia LC1             | Hans Heyer  | Riccardo Patrese       | Ausfall     | Motorschaden         |
| 1983 | Martini Racing        | Lancia LC2             | Hany Heyer  | Michele Alboreto       | Ausfall     | kein Benzindruck     |

### Einzelergebnisse in der Sportwagen-Weltmeisterschaft
| Saison | Team                       | Rennwagen              | 1   | 2   | 3   | 4   | 5   | 6   | 7   | 8   | 9   | 10  | 11  | 12  | 13  | 14  | 15  | 16  |
| ------ | -------------------------- | ---------------------- | --- | --- | --- | --- | --- | --- | --- | --- | --- | --- | --- | --- | --- | --- | --- | --- |
| 1976   | Piercarlo Ghinzani         | Porsche 914            | MUG | VAL | NÜR | MON | SIL | IMO | NÜR | ZEL | PER | WAT | MOS | DIJ | DIJ | SAL |     |     |
| 1976   | Piercarlo Ghinzani         | Porsche 914            | DNF |     |     |     |     |     |     |     |     |     |     |     |     |     |     |     |
| 1978   | Jolly Club                 | Porsche 935            | DAY | SEB | MUG | TAL | DIJ | SIL | NÜR | LEM | MIS | DAY | WAT | VAL | ROD |     |     |     |
| 1978   | Jolly Club                 | Porsche 935            |     |     |     |     |     |     |     |     | 5   |     |     |     |     |     |     |     |
| 1980   | Lancia                     | Lancia Beta Montecarlo | DAY | BRH | SEB | MUG | MON | RIV | SIL | NÜR | LEM | DAY | WAT | SPA | MOS | ROA | VAL | DIJ |
| 1980   | Lancia                     | Lancia Beta Montecarlo |     |     |     |     | 5   |     |     | 6   | DNF |     | 6   |     | DNF |     | DNF |     |
| 1981   | Lancia GS-Tuning           | Lancia Beta Montecarlo | DAY | SEB | MUG | MON | RIV | SIL | NÜR | LEM | PER | DAY | WAT | SPA | MOS | ROA | BRH |     |
| 1981   | Lancia GS-Tuning           | Lancia Beta Montecarlo | DNF |     |     | 13  |     | DNF | 4   | DNF |     |     | DNF |     |     |     |     |     |
| 1982   | Lancia                     | Lancia LC1             | MON | SIL | NÜR | LEM | SPA | MUG | FUJ | BRH |     |     |     |     |     |     |     |     |
| 1982   | Lancia                     | Lancia LC1             | DNF | DNF | DNF | DNF | DNF | 1   | DNF | DNF |     |     |     |     |     |     |     |     |
| 1983   | Lancia                     | Lancia LC2             | MON | SIL | NÜR | LEM | SPA | FUJ | KYA |     |     |     |     |     |     |     |     |     |
| 1983   | Lancia                     | Lancia LC2             | DNF | DNF | DNF | DNF | 11  |     | DNF |     |     |     |     |     |     |     |     |     |
| 1986   | Joest Racing Techno Racing | Porsche 956 Alba AR3   | MON | SIL | LEM | NÜN | BRH | JER | NÜR | SPA | FUJ |     |     |     |     |     |     |     |
| 1986   | Joest Racing Techno Racing | Porsche 956 Alba AR3   |     |     |     |     |     |     | DNF | DNF | 1   |     |     |     |     |     |     |     |
| 1987   | Joest Racing               | Porsche 962            | JAR | JER | MON | SIL | LEM | NÜN | BRH | NÜR | SPA | FUJ |     |     |     |     |     |     |
| 1987   | Joest Racing               | Porsche 962            | DNF |     |     |     |     |     |     |     |     |     |     |     |     |     |     |     |